# Dondușeni
Dondușeni es una comuna de Moldavia, centro administrativo del distrito (raión) de Dondușeni.
Se encuentra a una altitud de 235 m sobre el nivel del mar. 

## Demografía
Según censo 2014 contaba con una población de 7 101 habitantes.